# Yahoo! Babel Fish
A Yahoo! Babel Fish a Yahoo! online fordítógépe, melyet 1999 januárjában alapított társaival Oscar A. Jofre.
Nevét Douglas Adams Galaxis útikalauz stopposoknak című sci-fi-sorozatában szereplő Bábel-hal után kapta, mely a történet szerint bármely - akár földönkívüli - nyelven is képes tolmácsolni annak, aki a fülébe helyezi.
2003 óta az AltaVista működtette a babelfish.altavista.com címen, majd 2008. május 9-én a babelfish.yahoo.com-ra került át.
Az oldal a Systran nevű társaság fordító szoftverét használja, mely számos más portál és weboldal működéséért felelős. Az oldal angolul, egyszerűsített és hagyományos kínai, holland, francia, német, görög, olasz, japán, koreai, portugál, spanyol, orosz és svéd nyelveken fordít.